# Histioteuthis
Histioteuthis – rodzaj kałamarnic z rodziny Histioteuthidae. Charakterystyczną cechą tych głowonogów jest asymetria budowy oczu – prawe oko jest okrągłe, błękitne i wklęsłe, podczas gdy lewe ma prawie dwukrotnie większą średnicę, jest teleskopowe i żółtozielone.
Kałamarnice Histioteuthis spotykane są na głębokościach 500-1000 m.
Należy tu kilkanaście gatunków:
- Histioteuthis bonnellii
- Histioteuthis machrohista
- Histioteuthis reversa
- Histioteuthis atlantica
- Histioteuthis altaninae
- Histioteuthis hoylei
- Histioteuthis arcturi
- Histioteuthis celetaria
- Histioteuthis corona
- Histioteuthis miranda
- Histioteuthis oceani
- Histioteuthis meleagroteuthis
- Histioteuthis heteropsis